# Книжные и разговорные чтения китайских иероглифов
Вариация в разговорных и книжных чтениях иероглифов (кит. трад. 文白異讀, упр. 文白异读, пиньинь wénbáiyìdú, палл. вэньбай иду) — распространённый случай дублирования во многих китайских языках.
Книжное чтение (кит. трад. 文讀, упр. 文读) используется в формальных и книжных словах (часто с абстрактными значениями), в классических идиомах, декламации текстов на классическом китайском, а также топонимах, иностранных заимствованиях. Разговорное (просторечное) чтение (кит. трад. 白讀, упр. 白读) употребляется в повседневных словах (часто с конкретным, вещественным значением).

## Общие сведения
В малых идиомах разговорные чтения иероглифов часто являются искоными, а книжные происходят из других китайских языков, как правило более престижных (провинциальных центров, столиц). В некоторых диалектах севернокитайского и у книжные чтения появились как результат влияния столичной речи (нанкинской, позднее пекинской) времён империй Мин и Цин.
Количество книжных чтений в языке может отражать его исторический статус. В севернокитайских диалектах центральной равнины почти не было книжных чтений до начала массовой пропаганды путунхуа, однако в XXI веке их уже было множество. С другой стороны более влиятельные пекинский диалект севернокитайского и собственно кантонский диалект кантонского имеют сравнительно мало книжных чтений.
В некоторых китайских языках заимствованные чтения могут замещать исконные, либо может иметь место создание множества пар разговорных и книжных чтений. Иногда новое заимствованное чтение замещает старое книжное, а последнее либо исчезает, либо становится новым разговорным.

## Примеры

### Кантонский язык
В престижном наречии кантонского языка книжные и просторечные чтения связаны регулярными фонетическими соответствиями: например, разговорные чтения с медиалью [ɛː] соответствуют книжным с [ɪ] и [i] в финали. Аналогично, разговорные финали с [aː] соответствуют книжным [ɐ], а разговорные [ɐi] — книжным [i]. Значение иероглифа часто определяется тем, какое чтение использовано.
| Иероглиф | Чтение в среднекитайском1 | Просторечное чтение | Значение                                           | Книжное чтение                 | Значение                                  |
| --- | ------------------------- | ------------------- | -------------------------------------------------- | ------------------------------ | ----------------------------------------- |
| 精 | tsǐɛŋ平                   | tsɛːŋ˥              | умный, хитрый                                      | tsɪŋ˥                          | дух, эссенция                             |
| 正 | tɕǐɛŋ去                   | tsɛːŋ˧              | хороший, порядочный, приемлемый                    | tsɪŋ˧                          | точный; правильный; настоящий             |
| 淨 | dzǐɛŋ去                   | tsɛːŋ˨              | чистый (не грязный)                                | tsɪŋ˨                          | чистый (без добавок, без лишнего); нетто  |
| 驚 | kǐɐŋ平                    | kɛːŋ˥               | бояться (самостоятельное слово)                    | kɪŋ˥                           | страх (в сочетаниях)                      |
| 平 | bʱǐɐŋ平                   | pʰɛːŋ˨˩             | дешёвый                                            | pʰɪŋ˨˩                         | плоский                                   |
| 青 | tsʰieŋ平                  | tsʰɛːŋ˥             | светло-зелёный                                     | tsʰɪŋ˥                         | тёмно-зелёный; синий (цвет неба); молодой |
| 挾 | ɣiep入                    | kɛːp˨               | зажимать                                           | kip˨                           | зажимать                                  |
| 惜 | sǐɛk入                    | sɛːk˧               | целовать                                           | sɪk˥                           | сожалеть                                  |
| 生 | ʃɐŋ平                     | saːŋ˥               | сырой, неготовый; рожать; расти; суффикс-хонорифик | жить; жизнь; суффикс профессий |                                           |
| 牲 | ʃɐŋ平                     | saːŋ˥               | скот                                               | sɐŋ˥                           | скот                                      |
| 掉 | dʱieu去                   | tɛːu˨               | бросать                                            | tiu˨                           | бросать                                   |
| 來 | lɒi平                     | lɐi˨˩               | приходить                                          | lɔi˨˩                          | приходить (в сочетаниях)                  |
| 使 | ʃǐə上                     | sɐi˧˥               | посылать, заставлять                               | si˧˥                           | посол                                     |
| Примечания: 1. Среднекитайские чтения приведены по реконструкции Ван Ли. Тоны среднекитайского указаны иероглифами: ровный (平), восходящий (上), уходящий (去) и входящий (入). |                           |                     |                                                    |                                |                                           |

### Хакка
В хакка также есть множество пар книжных  и разговорных чтений.
| Иероглифы | Книжное чтение              | Разговорное чтение |
| --------- | --------------------------- | ------------------ |
| 生        | saŋ˦                        | sɛn˦               |
| 弟        | tʰi˥˧                       | tʰɛ˦               |
| 家        | ka˦                         | kʰa˦               |
| 肥        | fui˧˥                       | pʰui˧˥             |
| 惜        | sit˩                        | siak˩              |
| 正        | tʂin˥˧ (正宗), tʂaŋ˦ (正月) | tʂaŋ˥˧             |

### Севернокитайский язык
В пекинском севернокитайском (путунхуа) просторечные  чтения обычно являются искоными и более консервативными, сохранившимися с тех времён, когда Пекин ещё не был столицей, тогда как книжные заимствуются из столичного диалекта Нанкина. При этом часть из этих чтений используется в качестве основных, в том числе при создании современных неологизмов (например, в иероглифах 色, 熟, 露, 血), а другая — употребляется лишь в ограниченном наборе слов, сохранившихся с доцинского периода, а в неологизмах используется исконно пекинское разговорное чтение (黑, 白, 薄, 六).
Большинство иероглифов, различающих в севернокитайском книжные и разговорные чтения, в среднекитайском произносились с входящим тоном (то есть оканчивались на -p, -t, -k), который был утрачен севернокитайским.
Примеры книжных чтений, воспринятых пекинским диалектом

| Китайский иероглиф | Среднекитайский* | Книжное чтение | Разговорное чтение |
| --- | ---------------- | -------------- | ------------------ |
| 黑 | xək入            | xɤ˥˩           | xei˥               |
| 白 | bʱɐk入           | pwɔ˧˥          | pai˧˥              |
| 薄 | bʱuɑk入          | pwɔ˧˥          | pɑʊ˧˥              |
| 剝 | pɔk入            | pwɔ˥           | pɑʊ˥               |
| 給 | kǐĕp入           | tɕi˨˩˦         | kei˨˩˦             |
| 殼 | kʰɔk入           | kʰɤ˧˥          | tɕʰjɑʊ˥˩           |
| 露 | lu去             | lu˥˩           | lɤʊ˥˩              |
| 六 | lǐuk入           | lu˥˩           | ljɤʊ˥˩             |
| 女 | nǐo上            | ʐu˨˩˦          | ny˨˩˦              |
| 熟 | ʑǐuk入           | ʂu˧˥           | ʂɤʊ˧˥              |
| 色 | ʃǐək入           | sɤ˥˩           | ʂai˨˩˦             |
| 削 | sǐak入           | ɕɥɛ˥           | ɕjɑʊ˥              |
| 角 | kɔk入            | tɕɥɛ˧˥         | tɕjɑʊ˨˩˦           |
| 血 | xiwet入          | ɕɥɛ˥˩          | ɕjɛ˨˩˦             |
| Примечание: Среднекитайские чтения приведены по реконструкции Ван Ли. Тоны среднекитайского указаны иероглифами: ровный (平), повышающийся (上), уходящий (去) и входящий (入). |                  |                |                    |

Примеры разговорных чтений, заимствованных пекинским диалектом:
| Иероглиф | Среднекитайский | Книжное чтение | Разговорное чтение |
| -------- | --------------- | -------------- | ------------------ |
| 港       | kɔŋ上           | tɕjɑŋ˨˩˦       | kɑŋ˨˩˦             |
| 癌       | ŋam平           | jɛn˧˥          | ai˧˥               |

### Сычуаньский
В сычуаньском диалекте разговорные чтения обычно похожи на старосычуаньские или старосевернокитайские во времена династии Мин, а книжные чуть более схожи с пекинскими. К примеру, в яолинском диалекте разговорное чтение иероглифа «物» («вещь») — [væʔ], что очень похоже на старосычуаньское чтение времён империи Сун (960—1279), а книжное чтение, [voʔ], сравнительно ближе к пекинскому [u]. Таблица ниже содержит примеры иероглифов с разговорными и книжными чтениями.
| Иероглифы | Разговорное чтение | Книжное чтение | Значение   | Путунхуа |
| --------- | ------------------ | -------------- | ---------- | -------- |
| 在        | tɛ                 | tsai           | в          | tsai     |
| 提        | tia                | tʰi            | поднимать  | tʰi      |
| 去        | tɕʰie              | tɕʰy           | уходить    | tɕʰy     |
| 锯        | kɛ                 | tɕy            | резать     | tɕy      |
| 下        | xa                 | ɕia            | низ        | ɕia      |
| 横        | xuan               | xuən           | пересекать | xəŋ      |
| 严        | ŋan                | ȵian           | строгий    | ian      |
| 鼠        | suei               | su             | крыса      | ʂu       |
| 大        | tʰai               | ta             | большой    | ta       |
| 主        | toŋ                | tsu            | хозяин     | tʂu      |

### У
На севере у-язычного региона источником книжных чтений являлись пекинский и нанкинский диалекты времён Мин и Цин, а также путунхуа. В южных у-язычных регионах книжные чтения часто заимствовали из ханчжоуского. Разговорные чтения обычно отражают более старую фонетику.
Не во всех уских диалектах ситуация такая же. В некоторых несоответствия между чтениями встречаются чаще, к примеру, 魏 начинался в среднекитайском с ŋ, а в книжных чтениях инициаль у него нулевая. Разговорное чтение /ŋuɛ/ используется в сунцзянском диалекте. Около 100 лет назад этот иероглиф произносили /ŋuɛ/ и в Сучжоу, и в Шанхае, а в 2000-х он произносился /uɛ/.
Некоторые пары разговорных и книжных чтений полностью взаимозаменяемы, например, в словах 吳淞 и 松江, а другие — нет: Шаблон:Linktext должно читаться книжным /zəɲmiɲ/, а 人命 — просторечным /ɲiɲmiɲ/. Иногда разные чтения присвоены разным значениям: 巴結 «/pʊtɕɪʔ/» означает «прилагать усилия», а «/pɑtɕɪʔ/» означает «получить желаемое». Некоторые разговорные чтения используются крайне редко, к примеру, ŋ̍ (吳) и /tɕiɑ̃/ (江).
| Иероглифы | Книжное чтение | Просторечное чтение |
| --------- | -------------- | ------------------- |
| 生        | /səɲ/ в 生物   | /sɑ̃/ в 生熟         |
| 人        | /zəɲ/ в 人大   | /ɲiɲ/ в 大人        |
| 大        | /dɑ/ в 人大    | /dɯ/ в 大人         |
| 物        | /vəʔ/ в 事物   | /məʔ/ в 物事        |
| 家        | /tɕia/ в 家庭  | /kɑ/ в 家生         |

### Миньские языки
В миньских языках книжные прочтения (кит. 讀音 tho̍k-im) также отличаются от разговорных (кит. 語音 gí-im). В словарях обычно разница между чтениями показывается пометами 文 (bûn, "книжное") и 白 (pe̍k/pe̍h, "разговорное"). Кроме того, у некоторых иероглифов также есть «нестандартное» (俗) чтение.
Нижеприведённая таблица в пэвэдзи отражает отличия между чтениями в хокло:
| Иероглиф | Книжное чтение         | Разговорное чтение          |
| -------- | ---------------------- | --------------------------- |
| 白       | pe̍k в 明白 (bêng-pe̍k)  | pe̍h в 白菜 (pe̍h-chhài)      |
| 面       | biān в 面會 (biān-hōe) | bīn в 海面 (hái-bīn)        |
| 書       | su                     | chu                         |
| 生       | seng в 醫生 (i-seng)   | seⁿ / siⁿ в 先生 (sian-siⁿ) |
| 不       | put                    | m̄                           |
| 返       | hóan                   | tńg                         |
| 學       | ha̍k                    | o̍h                          |
| 人       | jîn / lîn              | lâng                        |
| 少       | siàu                   | chió                        |
| 轉       | chóan                  | tńg                         |

| Иероглифы   | 一   | 二       | 三  | 四    | 五  | 六   | 七    | 八                 | 九  | 十   |
| Книжное     | it   | jī/gī/lī | sam | sù/sɨ | ngō | lio̍k | chhit | pat                | kiú | si̍p  |
| Разговорное | chi̍t | nn̄g/nō͘   | saⁿ | sì    | gō͘  | la̍k  | chhit | peh/poeh/pəeh/piah | káu | cha̍p |

### Гань
Примеры вариации чтений в языке гань:
| Иероглифы | Письменное чтение        | Разговорное чтение           |
| --------- | ------------------------ | ---------------------------- |
| 生        | /sɛn/ в 學生 (student)   | /saŋ/ в 出生 (be born)       |
| 軟        | /lon/ в 微軟 (Microsoft) | /ɲion˧/ в 軟骨 (cartilage)   |
| 青        | /tɕʰin/ в 青春 (youth)   | /tɕʰiaŋ/ в 青菜 (vegetables) |
| 望        | /uɔŋ/ в 看望 (visit)     | /mɔŋ/ в 望相 (look)          |